# Soap&Skin
Anja Franziska Plaschg (Gnas, 5 de abril de 1990), mais conhecida como Soap&Skin, é uma cantora, compositora, produtora musical, musicista e atriz austríaca.

## Biografia
Plaschg cresceu em uma pequena vila chamada Poppendorf (perto de Gnas) no sudeste da Estíria, onde seus pais têm uma fazenda. Ela toca piano desde os seis anos. Aos 14 anos começou a estudar violino e desenvolveu interesse pela música eletrônica. Ela estudou design gráfico em Graz, mas desistiu aos 16 anos e mudou-se para Viena pouco depois. Lá estudou arte na Academia de Belas Artes, mas aos 18 anos desistiu novamente.
Depois de fazer apenas alguns shows, ela já estava sendo apelidada de "Wunderkind". Em 2008 interpretou o cantor alemão Nico na peça "Nico - Sphinx aus Eis" de Werner Fritsch, interpretando diversas músicas nela, incluindo "Janitor of Lunacy", de seu primeiro EP.
Seu primeiro álbum, chamado "Lovetune for Vacuum", foi lançado em março de 2009. Recebeu excelentes críticas e foi colocado no Top 10 austríaco. O álbum também alcançou posições nas paradas da Alemanha, Bélgica e França. Jornalistas já afirmaram ver nela uma nova estrela do pop austríaco.
O pai de Plaschg morreu em 2009 de um ataque cardíaco. Durante esse período, ela afirmou que sofreu "depressão grave" pelo qual foi hospitalizada. A morte influenciou grande parte de seu segundo álbum, "Narrow". Em 2010, ganhou o European Border Breakers Awards por seu sucesso internacional.
Em 2011 criou a música "Goodbye" junto com Apparat. A canção foi usada no episódio final da quarta temporada de Breaking Bad e mais tarde como música-título da série da Netflix Dark.
Em 14 de setembro de 2021, Plaschg anunciou que faria vários shows em 2022. O anúncio continha uma lista de três shows, bem como uma nota da artista afirmando que entretanto ela irá "mergulhar 300 anos ao longo dos [seus] antepassados europeus explorando a superfície árida das árvores e raízes do trauma, do mal, da dor."